# Killer (Adamski)
Killer è un brano musicale del DJ britannico Adamski. Il brano, scritto da Adamski e Seal, è stato pubblicato nel 1990 dallo stesso DJ, che l'ha incluso nel suo album Doctor Adamski's Musical Pharmacy.
Il brano ha lanciato di fatto la carriera di Seal.

## Tracce
1. Killer (featuring Seal)
2. Bassline Changed My Life
3. I Dream of You

## Versione di Seal
Seal ha ri-registrato Killer per il suo primo album in studio Seal (1991), con la produzione di Trevor Horn. 

### Tracce
- Maxi-Singolo (USA)

1. Killer (single version)
2. Killer (William Orbit remix)
3. Whirlpool (live)
4. Killer (live)
5. Come See What Love Has Done (live)
6. Hey Joe (live) (Billy Roberts cover)
7. Killer (William Orbit dub)

## Versione di George Michael
Il cantante George Michael ha eseguito il brano nel 1991 dal vivo presso la Wembley Arena. Questa performance è stata incisa sull'EP collaborativo Five Live, uscito nel 1993. 
Sullo stesso 12" è incisa la traccia Papa Was a Rollin' Stone.

### Tracce
1. Killer/Papa Was a Rollin' Stone (English edit)
2. Killer/Papa Was a Rollin' Stone (Ligosa Mix)
3. Killer/Papa Was a Rollin' Stone (P.M. Dawn Remix)

## Versione di ATB
Il DJ tedesco ATB ha registrato e pubblicato il brano nel 1999 con il titolo Killer 2000. Il brano è incluso nell'album Movin' Melodies.

### Tracce
- CD 1 (UK)

1. Killer (UK Radio Edit)
2. Killer (Lost Witness Remix)
3. Killer (Lock 'n Load Remix)

- CD 2 (UK)

1. Killer (Killer 2000 Mix)
2. Killer (Trevor Reilly & Simon Foy Remix)
3. Killer (Joe Fandango Remix)

## Altre versioni
- Il girl group britannico Sugababes ha registrato il brano pubblicandolo come lato B del singolo Shape nel 2003.
- Il gruppo symphonic metal finlandese Northern Kings ha pubblicato la cover nel loro secondo album in studio Rethroned (2008).
- L'artista tedesca Nina Hagen ha pubblicato una sua versione del brano nell'album Volksbeat, uscito nel 2011.